# Pristaulacus sexdentatus
Pristaulacus sexdentatus är en stekelart som beskrevs av Jean-Jacques Kieffer 1904. Pristaulacus sexdentatus ingår i släktet Pristaulacus och familjen vedlarvsteklar. Inga underarter finns listade i Catalogue of Life.